# Martin Manulis
Martin Manulis (* 30. Mai 1915 in Brooklyn, New York als Martin Ellyot Manulis; † 28. September 2007 in Los Angeles, Kalifornien) war ein US-amerikanischer TV-Produzent. Er ist vor allem bekannt für seine Produktionen bei CBS in den 1950er Jahren und anschließend bei 20th Century Fox Television.

## Leben
Manulis wuchs mit einem älteren Bruder bei seinen Eltern, einer Klavierlehrerin und einem Apotheker, in Brooklyn, New York auf. Seit seiner Geburt litt er an Monokularsehen.
Er übersprang in der Highschool einige Klassen und begann mit 16 Jahren an der Columbia University Englische Literatur zu studieren. Dort sah er sich gerne Theateraufführungen an und einer seiner Freunde, ein angehender Schauspieler, sollte die Hauptrolle in einer Aufführung der Komödie The Beaux' Stratagem des irischen Dramatikers George Farquhar spielen, wurde aber mitten unter den Proben krank. Da Manulis regelmäßig als Zuseher an den Proben teilnahm, war er dem Regisseur als Freund des Erkrankten bekannt. In Folge bot der Regisseur dem bisher komplett schauspielunerfahrenen Manulis an, die Rolle zu übernehmen, was dieser akzeptierte. Bei der vierten Aufführung des Stücks wurde der New Yorker Kritiker Lucius Beebe, der eine Kolumne schrieb, auf ihn aufmerksam, der Manulis Lob für seine erste schauspielerische Leistung aussprach.
Manulis setzte seine schauspielerische Karriere neben seinem Studium fort und bekam eine Stelle als Schauspieler in einer teils mit Amateuren, teils mit professionellen Schauspielern besetzten Firma die eine Schauspielschule besaß. Im Rahmen dieser Arbeit bekam er einige kleine Rollen. Im darauffolgenden Sommer leiteten er und Henry Levin ein Sommertheater in Bass Rocks, einer kleinen Stadt direkt bei Gloucester, Massachusetts. In Folge seiner dort erhaltenen Erfahrungen war er davon überzeugt, im Schauspielgeschäft tätig sein zu wollen und den anfänglichen Plan als Journalist zu arbeiten hinter sich zu lassen.
In 1935 schloss er sein Studium erfolgreich ab und nahm einige Gelegenheitsjobs abseits des Schauspiels an, wobei er unter anderem im Büro des Produzenten Max Gordon arbeitete. Ebenfalls arbeitete er im Broadwaybüro des Produzenten John C. Wilson, den er zuvor bereits erfolgreich in das Sommertheater in Bass Rocks eingeladen hatte, um für eine Aufführung Regie zu führen.
Von 14. Juni 1939 bis zu ihrem Tod am 28. Juli 1983 war er mit Katharine Bard, einer amerikanischen Schauspielerin, verheiratet. Mit ihr hatte er zwei Töchter und einen Sohn.
Weitere Schauspielerfahrung sammelte Manulis kurz nach seiner Hochzeit als Schauspieler in einem aus London stammenden Theaterstück namens „They Walk Alone“ am Broadway, in dem Berthold Viertel Regie führte und die Schauspielerin Elsa Lanchester die Hauptrolle spielte. Das Stück bekam in den USA sehr schlechte Kritiken und auch Manulis wurde für seine Rolle kritisiert. in Folge beendete Manulis seine Karriere als Schauspieler.

## Werk
Die von 1956 bis 1961 auf CBS laufende Serie Playhouse 90, bei der Manulis als Produzent fungierte, erhielt für die erste Staffel aus 1956 sechs Emmy Awards, die zweite Staffel gewann fünf Emmys. In einer Umfrage unter Fernsehredakteuren, durchgeführt von Variety im Jahr 1970, wurde sie zur besten Fernsehserie aller Zeiten gewählt. 2002 vergab das amerikanische TV Guide Magazine Rang 33 von 50 der besten Fernsehshows jemals an Playhouse 90.
1958 wurde er Produktionsleiter bei 20th Century Fox Television und beaufsichtigte unter anderem die Fernsehserie „The Many Loves of Dobie Gillis“ als Executive Producer.
In den 1960ern begann Manulis, nachdem er fast ausschließlich Serien produziert hatte, regelmäßig Filme zu produzieren, darunter Die Tage des Weines und der Rosen. Dieser Film erschien 1962 und basiert auf dem Drehbuch für den gleichnamigen Fernsehfilm, der 1958 im Rahmen von Playhouse 90 ausgestrahlt wurde. Er erhielt fünf Nominierungen für den Oscar und gewann ihn für den besten Original-Song.
Später kam er zurück zum Fernsehen und produzierte Miniserien wie Die Polizei-Chiefs von Delano und Space. Erstgenannte Serie wurde 1984 für drei Emmys nominiert, unter anderem in der Kategorie Outstanding Limited Series.

## Filmografie (Auswahl als Produzent)
- 1951: Crime Photographer (Fernsehserie)
- 1952: Suspense (Fernsehserie)
- 1954: Once Upon an Eastertime (Fernsehfilm)
- 1956: Playhouse 90 (Fernsehserie)
- 1959: Adventures in Paradise (Fernsehserie)
- 1959: Five Fingers (Fernsehserie)
- 1959: The Many Loves of Dobie Gillis (Fernsehserie)
- 1962: Die Tage des Weines und der Rosen (Days of Wine and Roses)
- 1964: Die Frau seines Herzens (Dear Heart)
- 1967: Versuch's doch mal mit meiner Frau (Luv)
- 1968: Duffy, der Fuchs von Tanger (Duffy)
- 1974: Double Solitaire (Fernsehfilm)
- 1977: James at 15 (Fernsehserie)
- 1980: Der Tag, an dem Christus starb (The Day Christ Died) (Fernsehfilm)
- 1983: Zwei Fäuste für ein Baby (The Fighter)
- 1983: Die Polizei-Chiefs von Delano (Chiefs) (Fernsehserie)
- 1985: Space (Miniserie)
- 1986: Rebell der Wüste (Harem)
- 1992: Kampf um Georgia (Grass Roots) (Fernsehfilm)